# Rauf Hacıyev

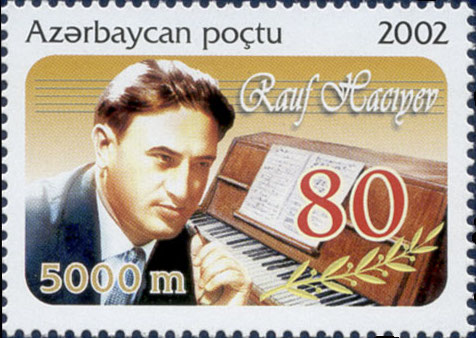
Rauf Hacıyev auf einer aserbaidschanischen Briefmarke 2002

Rauf Soltan oğlu Hacıyev (russisch Рауф Солтан оглы Гаджиев; * 15. Mai 1922 in Baku, Aserbaidschanische SSR, Föderative Union der Transkaukasischen Sozialistischen Sowjetrepubliken; † 19. September 1995) war ein aserbaidschanischer Komponist.

## Leben und Werk
Rauf Hacıyev studierte am Musiktechnikum Baku bei Üzeyir Hacıbəyov. In dieser Zeit komponierte er sein erstes Lied, Samur. Am Aserbaidschanischen Staatskonservatorium setzte er sein Studium in der Kompositionsklasse Qaya Qarayevs fort und wurde 1953 graduiert. Während des Studiums komponierte er ein Konzert für Violine und Orchester und die Sinfonie Gənclik [Jugend]. Das Violinkonzert wurde von bedeutenden aserbaidschanischen Geigern in ihr Repertoire aufgenommen, darunter Azad Əliyev (1928–1994) und Sərvər Qəniyev (1937–2010). Es folgten die Sinfonischen Gedichte Şeyx Sənan, Səbuhi, Həzi Aslanov und die Kantate Səməd Vurğun. Für die Bühne schrieb er mehrere Operetten, darunter Romeo mənim qonşumdur [Romeo ist mein Nachbar], Kuba-məhəbbətim mənim [Kuba ist meine Liebe], Ana mən evlənirəm [Ich bin verheiratet], Dördüncü fəqərə und Yolayrıcı [Der Passagier]. Die meisten Operetten wurden im Moskauer Operettentheater uraufgeführt und erlebten Aufführungen in vielen Städten der Sowjetunion. Romeo mənim qonşumdur wurde zunächst unter dem Titel Qonşular [Nachbarn] auf die Bühne gebracht und 1963 vom Regisseur Şamil Mahmudbəyov verfilmt. Die Operette Ordan-burdan war ein Auftragswerk des aserbaidschanischen Fernsehens zum einhundertsten Geburtstag Üzeyir Hacıbəyovs. Im Genre des Balletts schrieb er die zwei choreograhischen Miniaturen Ləzgihəngi und Yallı. 1960 wurde ihm der Ehrentitel Volkskünstler der aserbaidschanischen SSR verliehen. Von 1965 bis 1970 leitete er das Azərbaycan Dövlət Estrada Orkestri [Aserbaidschanisches Staats Estrada Orchester].
1971 wurde Hacıyev mit einer sowjetischen Delegation nach Algerien entsandt, um ein professionelles Musikausbildungssystem aufzubauen. Er unterrichtete am Algerischen Nationalkonservatorium. In dieser Zeit studierte er die Kulturgeschichte des Landes und sammelte dortige Volkslieder. Er war aktiv an der Eröffnung eines Algerischen Nationaltheaters beteiligt und schrieb erste Algerische Nationalballette – Üç inqilab, Alov und Hürriyyət. Hacıyev komponierte auch für Bühne und Film und schuf Filmmusiken zu mehr als fünfzehn Filmen wie Əhməd haradadır? [Wo ist Achmed ?], Kölgələr sürünür [Schatten] und Bir qalanın sirri [Das Geheimnis des Turms].  In Əlcəzair silsilə, einem Konzert für Violine und Orchester, verarbeitete er algerische Themen, ferner bearbeitete er fünfzehn algerische Volkslieder für Chor und Orchester und schrieb eine Əlcəzair süitası [Algerische Suite] für Orchester. Nach der Rückkehr war er lange Jahre Direktor der Aserbaidschanische Staatlichen Philharmonie. Auf sein Betreiben wurden die Azərbaycan Dövlət Xor Kapellası [Staatliche aserbaidschanische Chorkapelle], das Azərbaycan Dövlət Mahnı Teatrı [Staatliches aserbaidschanisches Liedertheater] und das Azərbaycan Dövlət Rəqs Ansamblı [Aserbaidschanisches Staatstanzensemble] ins Leben gerufen. 1978 erhielt er den Ehrentitel Titel Volkskünstler der UdSSR.
Neben sinfonischen Werken schrieb Rauf Hacıyev Oratorien und Kantaten. Er schrieb über 150 Lieder, unter anderem Azərbaycanım [Aserbaidschan], Sevgilim [Meine Liebe], Gənclik valsı [Walzer der Jugend] und Yaz gəlir [Der Sommer kommt]. Bei der Entwicklung der aserbaidschanischen Filmmusik spielte er eine bedeutende Rolle.

## Gedenken
Die Musikschule Nr. 15 in Baku wurde im Gedenken an Rauf Hacıyev Rauf Hacıyev adına 15 nömrəli Onbirillik Musiqi Məktəbi benannt.

## Einspielungen
- Куба, Любовь Моя [Kuba, meine Liebe], Ensemble des Moskauer Operettentheaters unter der Leitung von Lew Osowski, veröffentlicht 1981 beim sowjetischen Label Melodija
- Не Прячь Улыбку [Das Lächeln nicht verbergen], Querschnitt, Ensemble des Moskauer Operettentheaters unter der Leitung von Elmar Abusalimow, veröffentlicht 1972 beim sowjetischen Label Melodija
- Рауф Гаджиев – Песни [Rauf Hacıyev – Lieder], interpretiert vom aserbaidschanischen Sänger Akif İslamzadə (* 1948) und der Sängerin Natavan Sheikowa, 1979 veröffentlicht bei Melodija
- Sinfonie Nr. 1, Violinkonzert, eingespielt vom Großen Sinfonieorchester des Allunionsradios und des zentralen Fernsehens unter der Leitung von Gennadi Tscherkasow (1930–2002) und dem Geiger Sərvər Qəniyev, veröffentlicht 1981 bei Melodija
- Ləzgihəngi, eingespielt vom Großen Sinfonieorchester des Allunionsradios und des zentralen Fernsehens unter der Leitung vom sowjetisch-aserbaidschanischen Dirigenten Rauf Abdullayev (* 1937), veröffentlicht 1970 bei Melodija